# Tityus grahami
Espèce
Tityus grahami est une espèce de scorpions de la famille des Buthidae.

## Distribution
Cette espèce est endémique d'Amazonas au Brésil. Elle se rencontre vers Santa Isabel do Rio Negro et Barcelos.

## Description
Le mâle holotype mesure 25,2 mm et la femelle paratype 36,3 mm.

## Étymologie
Cette espèce est nommée en l'honneur de Matthew R. Graham.

## Publication originale
- Lourenço, 2012 : « Further considerations on Tityus (Archaeotityus) clathratus C. L. Koch, 1844 and description of two associated new species (Scorpiones, Buthidae). » Boletín de la Sociedad Entomológica Aragonesa, no 50, p. 277-283 (texte intégral).